# Stupeň vyhoření

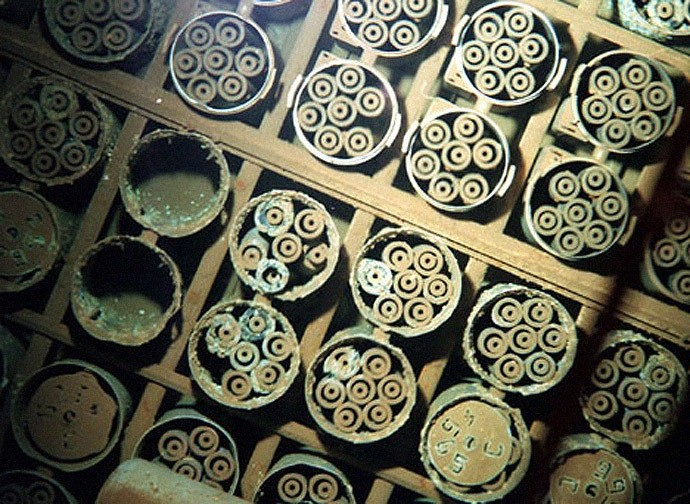
Vyhořelé jaderné palivo z jaderných reaktorů v Hanfordu

Stupeň vyhoření (také známý jako vyhoření nebo využití paliva) je v jaderné energetice měřítkem toho, kolik energie bylo z jaderného paliva uvolněno. Většinou se udává jako množství energie uvolněné na hmotnost počátečního paliva v gigawattdnech / tunu těžkého kovu (GWd/tHM). Někdy se však udává i jako podíl počtu štěpení na počet atomů kovu (angl. fissions per initial metal atom, FIMA) nebo podíl počtu štěpení na počet štěpných atomů (angl. fissions per initial fissile atom, FIFA)

## Jednotky vyhoření

### Podíl štěpení na počet atomů
Pokud 5 % původních atomů těžkých kovů prošlo štěpením, vyhoření je 5 % FIMA. Pokud bylo palivo původně obohacené na 5 % 235U a zbytek paliva je tvořen neštěpným 238U, vyhoření je 100 % FIFA . {\displaystyle {\%_{FIMA}}} a  {\displaystyle {\%_{FIFA}}} lze vypočítat následovně:
{\displaystyle {\%_{FIMA}}={100\times n \over {n_{0}}}},
{\displaystyle {\%_{FIFA}}={100\times n \over {n_{f}}}},
kde {\displaystyle n} je počet rozštěpených atomů, {\displaystyle n_{0}} je celkový počet atomů kovu a {\displaystyle {n_{f}}} je počet štěpných atomů.
Hodnota {\displaystyle {\%_{FIFA}}} může být vyšší než 1 pokud je součástí paliva množivý materiál, například 238U, který se po neutronovém záchytu přemění na štěpné 239Pu. Maximální teoretická hodnota FIFA závisí na množivém faktoru. 

### Energie uvolněná na hmotnost paliva
Mnohem praktičtějším ukazatelem je množství energie uvolněné na hmotnost paliva, tato veličina je v reaktorech snadno měřitelná. Tu lze vypočítat vynásobením tepelného výkonu elektrárny dobou provozu a dělením hmotností počátečního množství paliva. Jednotkou bývá GWd/tHM, MWd/tHM a nebo MWd/kgHM, kde HM znamená těžký kov (angl. heavy metal). V některých případech se vyhoření místo kovu vztahuje přímo na formu, ve které palivo je, nejčastěji UO2.  
{\displaystyle BU={{k_{r}}\times {P_{th}}\times t \over m}},
kde {\displaystyle BU} je stupeň vyhoření, {\displaystyle {k_{r}}} je koeficient využití, {\displaystyle {P_{th}}} je tepelný výkon, {\displaystyle t} je čas a {\displaystyle m} je hmotnost paliva. 
Vyhoření lze také vypočítat z FIMA, případně FIFA:
{\displaystyle {BU}={{E_{f}}\times FIFA\times N_{A} \over A_{r}}},
kde {\displaystyle {E_{f}}} je energie uvolněná během štěpení, {\displaystyle {N_{A}}} je Avogadrova konstanta a {\displaystyle A_{r}} je relativní atomová hmotnost štěpného atomu. 
{\displaystyle BU} lze také vypočítat na základě účinného průřezu:
{\displaystyle BU={{E_{f}}\times {\sigma _{f}}\times {\phi }\times N \over \rho }},
kde {\displaystyle {\sigma _{f}}} je neutronový účinný průřez pro štěpení paliva, {\displaystyle {\phi _{f}}} je neutronový tok, {\displaystyle N} je atomová hustota a {\displaystyle {\rho }} je hustota paliva.

## Příklady

### JE Temelín (VVER-1000)
Pokud jaderná elektrárna vytváří 3000 MWth, využívá 92 tun obohaceného uranu (tU) a má koeficient využití 85 %, průměrné vyhoření paliva po 18 měsících je dáno:
{\displaystyle BU={{0.85}\times {3000}\times 18\times 30 \over 92}=14967\ {MWd/tU}}.
Po skončení pětileté kampaně je vyhoření:
{\displaystyle BU={{0.85}\times {3000}\times 5\times 365 \over 92}=50584\ {MWd/tU}}.
FIFA lze vypočítat vyjádřením ze vzorce výše. {\displaystyle {E_{f}}} je 3.2 × 10−11 J (200 MeV), {\displaystyle {N_{A}}} je 6 × 1023 mol−1, obohacení je 3.6 %, {\displaystyle BU} je 4.37 GJ/g a {\displaystyle A_{r}} je 238.
{\displaystyle FIFA={\frac {4.37\times 10^{9}\times 238}{3.2\times 10^{-11}\times 6\times 10^{23}\times 0.036}}=1.5}.

### JE Dukovany (VVER-440)
Jeden blok JE Dukovany vytváří 1375 MWth, využívá 42 tun obohaceného uranu (tU) a má koeficient využití 85 %, průměrné vyhoření paliva po 5 letech je:
{\displaystyle BU={\frac {0.85\times 1375\times 5\times 365}{42}}=50784\ {MWd/tU}}.

### JE Darlington (CANDU-850)

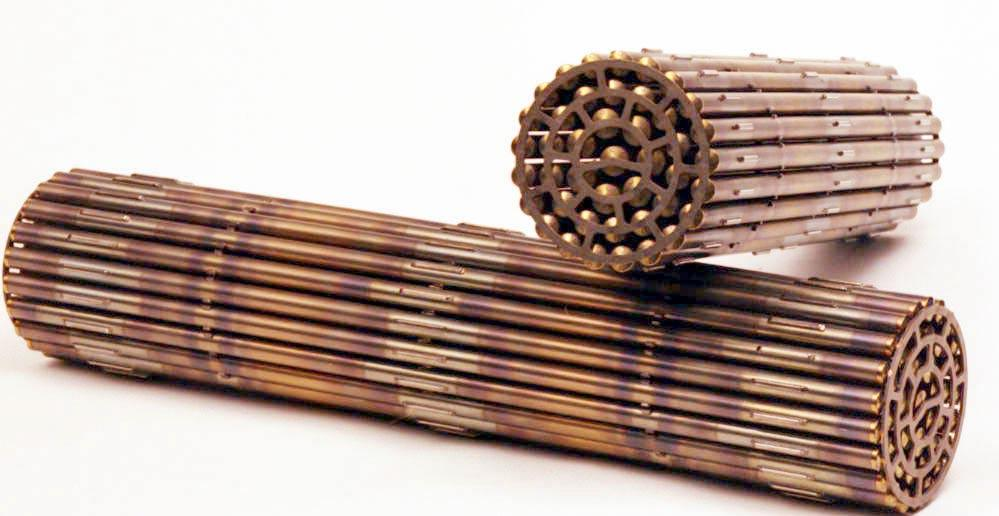
Palivové elementy z reaktoru CANDU

Jeden blok JE Darlington vytváří 2776 MWth, využívá 120 tun obohaceného uranu (tU) a má koeficient využití 95 %, průměrné vyhoření paliva po 10 měsících je:
{\displaystyle {BU}={0.95\times 2776\times 30\times 10 \over 120}=6593\ {MWd/tU}},
{\displaystyle FIFA={\frac {569635200\cdot 238}{3.2\times 10^{-11}\times 6\cdot 10^{23}\times 0.0072}}=0.98}.

### Výzkumný reaktor Vrabec (VR-1)
Vyhoření je v malých reaktorech kvůli nízkému výkonu zanedbatelné. I přesto ho však lze vypočítat. Pokud předpokládáme výkon 100 W, hmotnost paliva 30 kg a koeficient využití 20 %, průměrné vyhoření paliva po 10 letech je:
{\displaystyle {BU}={\frac {0.2\times 100\times 365\times 10}{30}}=2433\ {Wd/kgU}=2.433\ {MWd/tU}}

## Vyhoření v jaderných reaktorech
Stupeň vyhoření je významným faktorem jaderných elektráren, který ovlivňuje její ziskovost. Provozovatelé jaderných elektráren se proto snaží dosáhnout co nejvyššího stupně vyhoření. To ovlivňují následující faktory:
- koncentrace štěpného materiálu
- množivý faktor
- přebytek reaktivity
- odolnost paliva vůči radiačnímu poškození

### Dostatek reaktivity
Pro zvýšení možného stupně vyhoření je potřeba zvýšit dostupné množství štěpného paliva. Toho lze dosáhnout jednak vyšším obohacením, jednak dostupností množivého materiálu. V současné většina elektráren zvyšuje obohacení paliva právě z tohoto důvodu.
Stupeň vyhoření také závisí na možnosti zbylé palivo spálit během udržitelné štěpné reakce. V reaktoru proto musí být dostatečná rezerva reaktivity pro kompenzaci úbytku reaktivity kvůli vyhořívání paliva a produkci neutronových jedů tak, aby reaktor mohl být co nejdelší dobu v kritickém stavu. Regulační tyče nejsou pro tento účel vhodné, protože během postupného vytahování vytváří nerovnoměrnosti v axiálním neutronovém toku. V tlakovodních reaktorech se typicky využívá regulace kyseliny borité v moderátoru primárního okruhu. Často používané jsou také vyhořívající jedy přímo v palivových souborech.

### Radiační odolnost
Významným limitujícím faktorem je také odolnost paliva vůči radiačnímu poškození, které dosahuje až TGy. Palivové soubory reaktorů první generace měly velmi krátkou životnost právě kvůli radiačnímu poškození, typicky do 20 000 MWd/tU. Díky intenzivnímu výzkumu byly vyvinuty nové palivové soubory s až trojnásobnou životností. Maximální přípustný stupeň vyhoření pro palivo v JE Temelín je 63 000 MWd/tUO2 pro nejzatíženější proutek.

## Riziko proliferace
Během provozu všech energetických jaderných reaktorů vzniká, účelně nebo jako vedlejší produkt, plutonium. U tohoto 239Pu hrozí riziko zneužití pro výrobu jaderných zbraní. Nejvyšším rizikem jsou reaktory s nízkým stupněm obohacení, nízkým stupněm vyhoření a schopností výměny paliva během provozu jako RBMK, CANDU nebo AGR. Při vysokém stupni vyhoření (nad 10 000 MWd/tU) se v palivu tvoří Pu-240, které znemožňuje využití paliva v jaderných zbraních kvůli vysoké míře spontánního štěpení. Pu zbrojní kvality lze denaturovat příměsí 240Pu nebo 238Pu.  Ani jeden z těchto způsobů však nedokáže zaručit jeho bezpečnost, protože oba isotopy jsou štěpné.